# 6332 Vorarlberg
6332 Vorarlberg là một tiểu hành tinh vành đai chính với chu kỳ quỹ đạo là 1400.9571729 ngày (3.84 năm).
Nó được phát hiện ngày 30 tháng 3 năm 1992.